# Polyortha myoxa
Polyortha myoxa es una especie de polilla de la familia Tortricidae. Se encuentra en Brasil.